# 沙利文特鎮區 (伊利諾伊州福德縣)
沙利文特鎮區（英語：Sullivant Township）是位於美國伊利諾伊州福特縣的一個行政鎮區。

## 地方資料
根據2010年美國人口普查的數據，沙利文特鎮區的面積為122.70平方千米，當中陸地面積為122.50平方千米，而水域面積為0.20平方千米。當地共有人口488人，而人口密度為每平方千米3.98人。